# روخ (غوهران)
روخ (بالفارسية: روخ) هي قرية تقع في إيران في Gowharan Rural District. يقدر عدد سكانها بـ 151 نسمة بحسب إحصاء 2016.